# Hovs kyrka, Skåne
Hovs kyrka är en kyrkobyggnad i orten Hov i Båstads kommun. Den är församlingskyrka i Västra Karup-Hovs församling i Lunds stift.
I anslutning till kyrkan ligger en ättehög med stensättningar och bautastenar, som visar att Hov redan under forntiden var en plats för gudsdyrkan men också för rådslag och ting.

## Gamla kyrkan
Första kyrkan på platsen var troligen en stavkyrka som uppfördes vid början av 1100-talet . Första stenkyrkan på platsen uppfördes troligen på 1100-talet eller 1200-talet. På 1500-talet är det troligt att kyrkan byggdes om eller ersattes av en ny .

## Nuvarande kyrka
Nuvarande kyrka i Hov byggdes under åren 1837 - 1839  efter ritningar av arkitekt Samuel Enander . Samtidigt revs den gamla stenkyrkan , som låg på samma plats. För att lättare finansiera kyrkbygget såldes gamla kyrkans blytak. 1871 ersattes torntakets lanternin med nuvarande trappstegsgavlar. Kyrkans yttertak var från början belagt med ekspån som inte tålde det fuktiga klimatet och därför byttes ut mot spån av furu. 1888 ersattes spåntaket med ett tak av engelsk korrugerad järnplåt. 1902 blåste taket av vid en julstorm och ersattes av svensk korrugerad järnplåt som ansågs vara bättre . 1930 genomgick kyrkan en stor renovering då antikglas sattes in i alla fönster. 1970 uppstod en brand på grund av ett åsknedslag och en icke fungerande åskledare. Vid påföljande ombyggnad fick taket sin nuvarande beläggning med skiffereternit.

## Inventarier
- Dopfunten av huggen sten är från 1200-talet. Tillhörande dopfat i hamrad mässing är troligen tillverkkat i Nürnberg på 1500-talet[2].
- På södra väggen finns ett triumfkrucifix från 1200-talet.
- Vid ingången finns två stockar, en fattigstock och en sockenstock, båda från 1700-talet.
- Orgeln är från 1912 och byggdes av orgelbyggaren Eskil Lundin från Göteborg [2]. Den har tolv stämmor. Efter en omfattande restaurering togs orgeln åter i bruk 1997.
- En altarmålning är utförd av Fritiof Swensson från Göteborg. Målningen kom till kyrkan 1922.
- Ett nattvardskärl är omgjort 1797. En oblatask är från början av 1800-talet.
- I vapenhuset i tornets bottenvåning finns en golvurna skänkt till kyrkan 1974. Urnan är signerad Yngve Blixt, Höganäs.
- I kyrktornet hänger en stor och en liten kyrkklocka som båda har samma form. Storklockan göts 1704 av Lars Uetterholtz i Malmö. År 1860 samt år 1927 göts klockan om. Numera väger klockan 580 kg från att tidigare ha vägt 414 kg. Klockan ger tonen GIS1. Lillklockan tillverkades 1513 och väger 325 kg. År 1839 samt år 1923 göts klockan om [1]. Klockan ger tonen H1.

### Orgel
- 1866 byggde Tufve Nilsson, Margretetorp en orgel med 5 stämmor.
- Den nuvarande orgeln byggdes 1912 av Eskil Lundén, Göteborg och är en pneumatisk orgel. Orgeln har fasta kombinationer. Orgeln ändrades 1925 av A. Magnussons Orgelbyggeri AB, Göteborg och 1935 av Th Frobenius & Co, Lyngby, Danmark. Orgeln är år 1988 inte spelbar. Som huvudinstrument används istället en elorgel med två manualer och pedal.

| Huvudverk I   | Svällverk II      | Pedal      | Koppel |
| Borduna 16´   | Rörflöjt 8´       | Subbas 16´ | I/P    |
| Principal 8´  | Gemshorn 4'       | Oktava 4´  | II/P   |
| Flöjt 8'      | Nasard 2 2/3'     |            | II/I   |
| Oktava 4'     | Blockflöjt 2'     |            |        |
| Mixtur 5 chor | Crescendosvällare |            |        |
| Oboe 8'       |                   |            |        |

## Bildgalleri

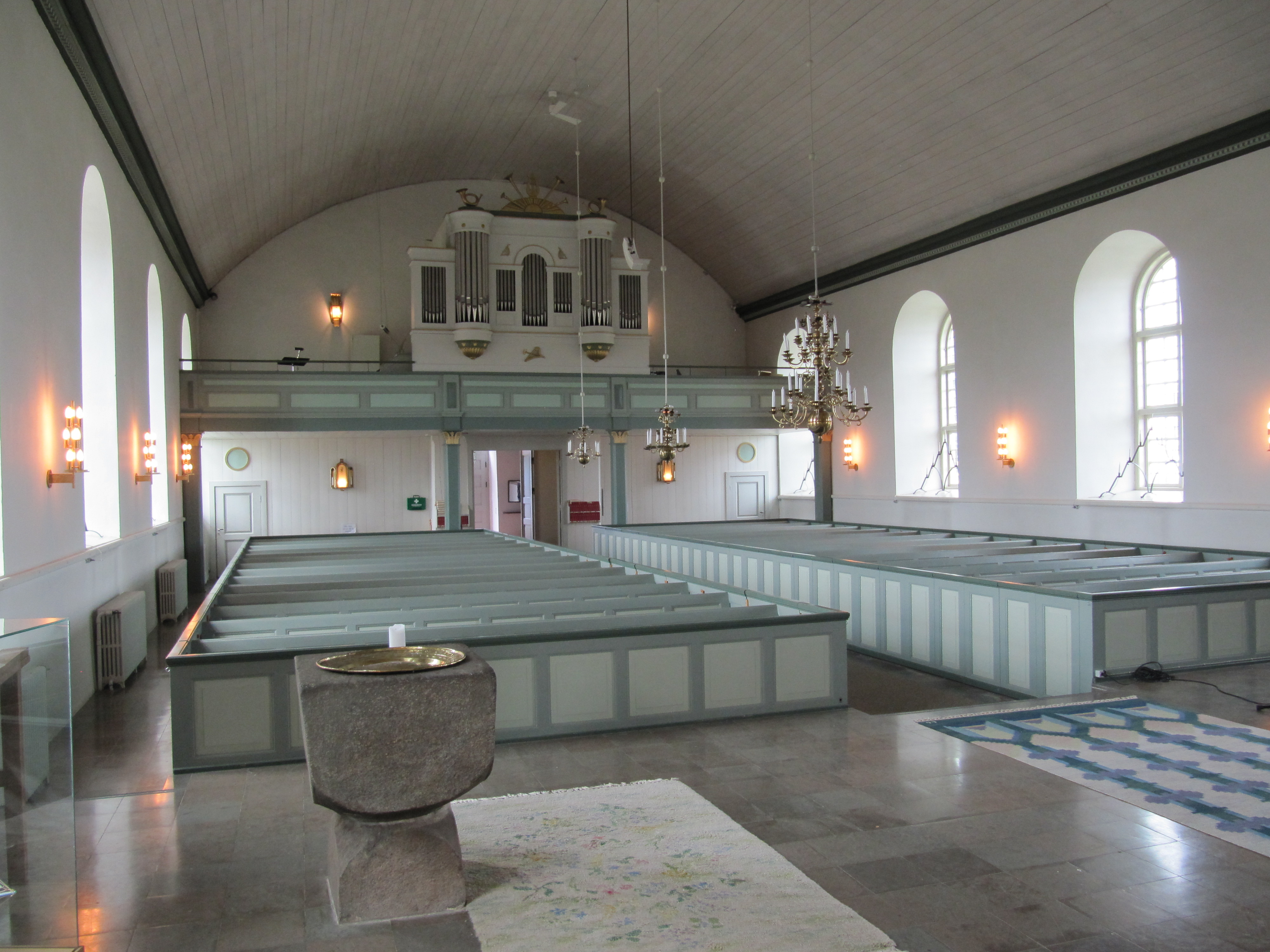
Kyrkorum mot väster
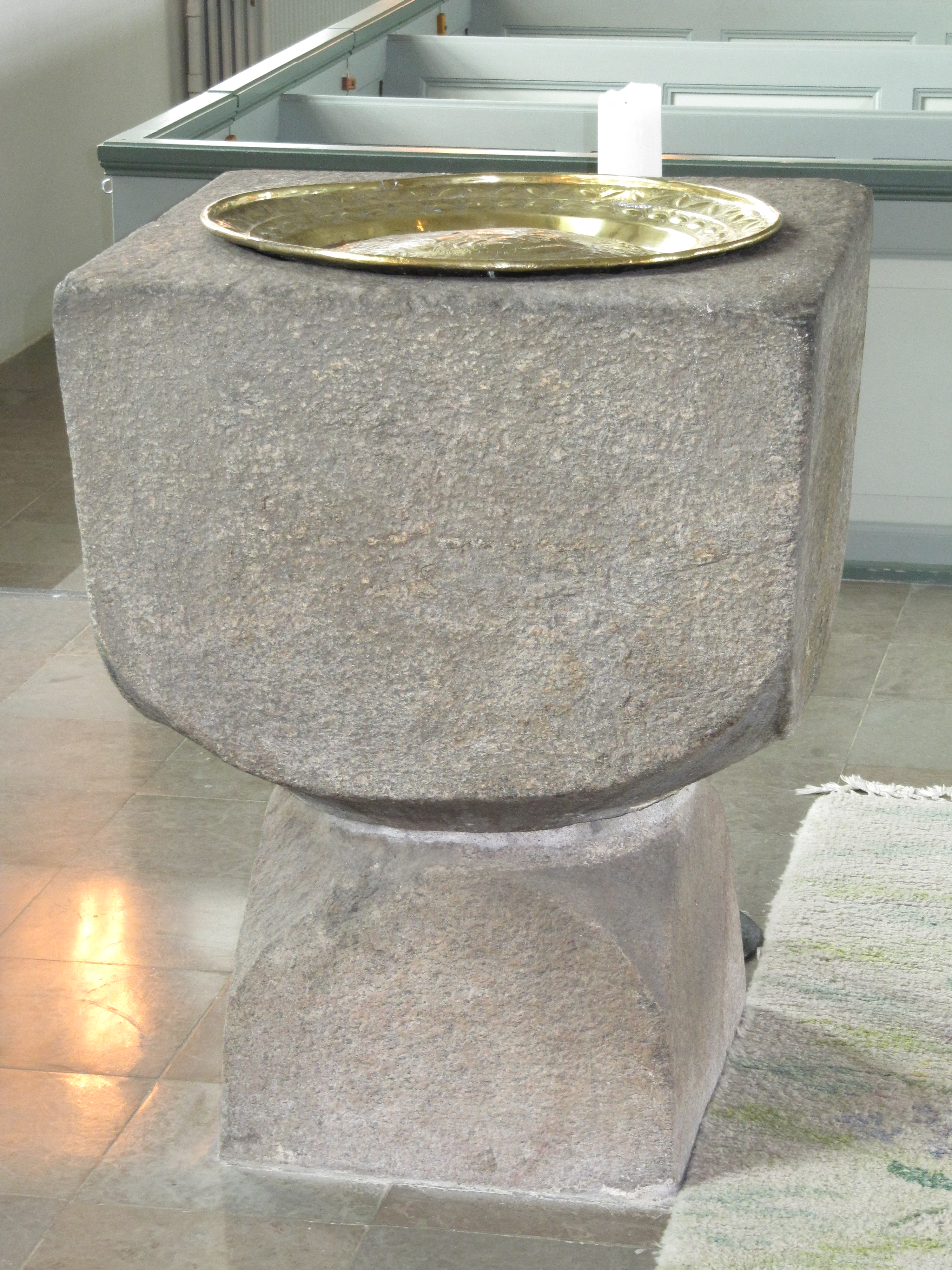
Dopfunt
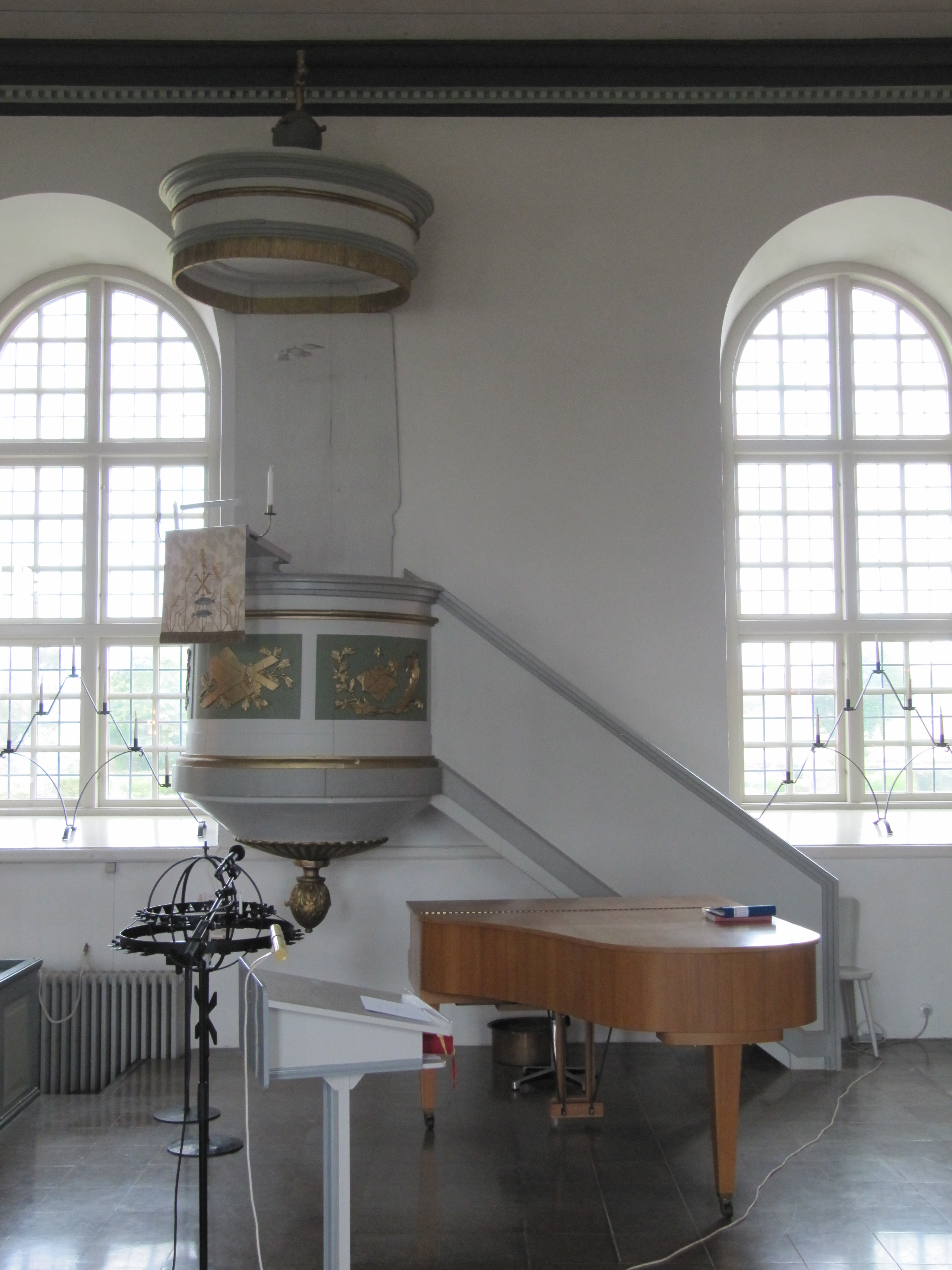
Predikstol
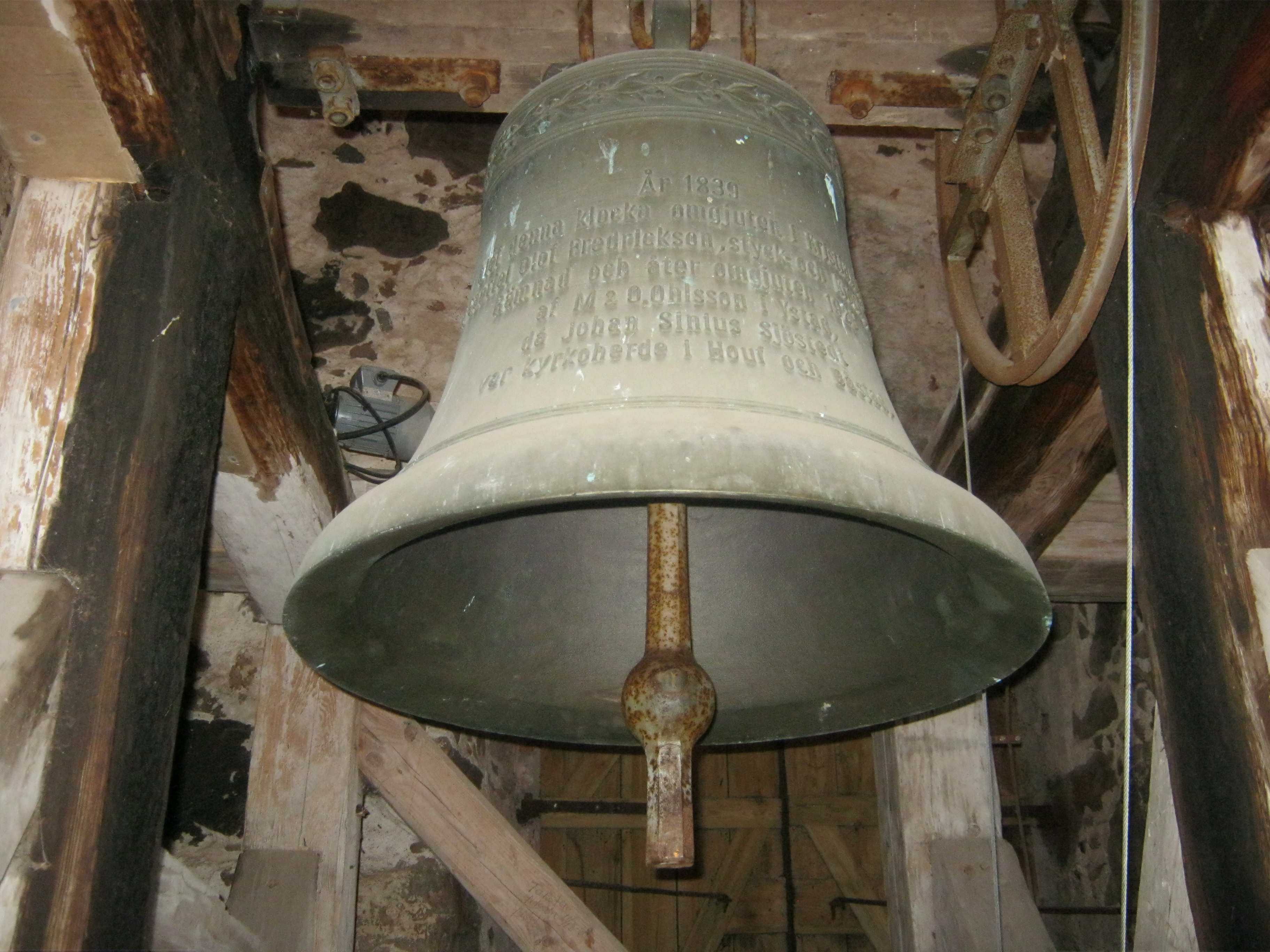
Lilla kyrkklockan
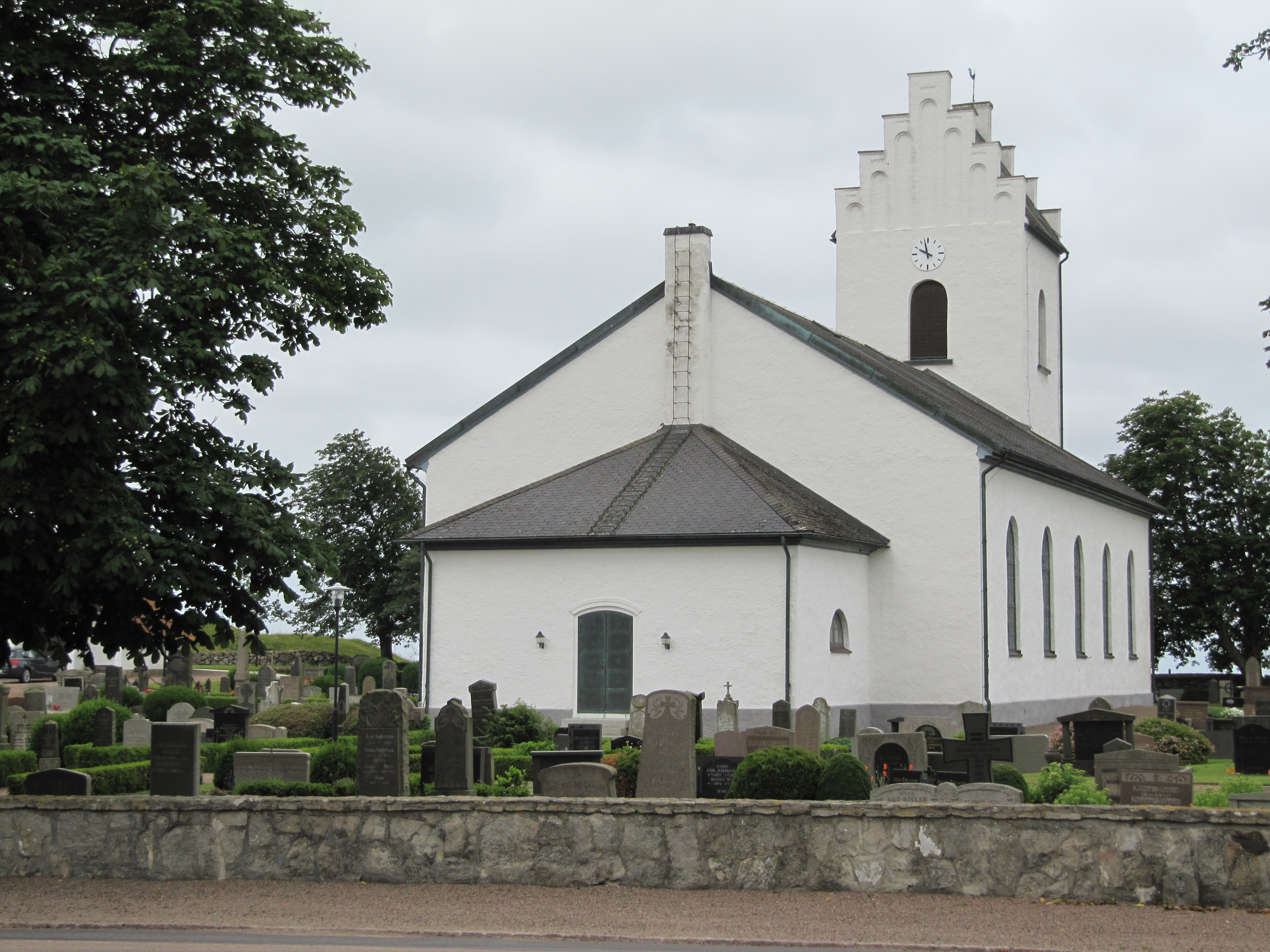
Kyrkan från öster
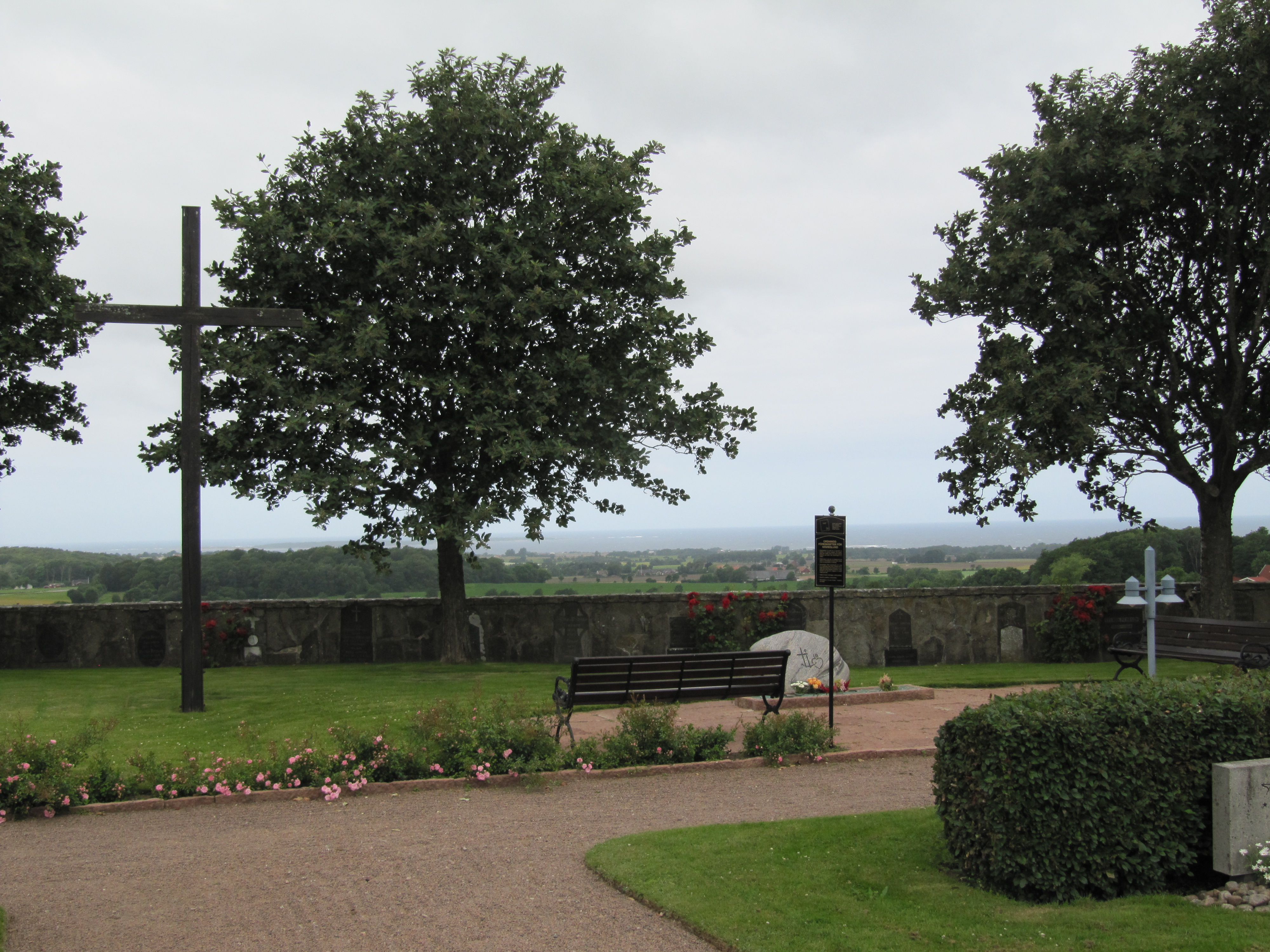
Minneslund
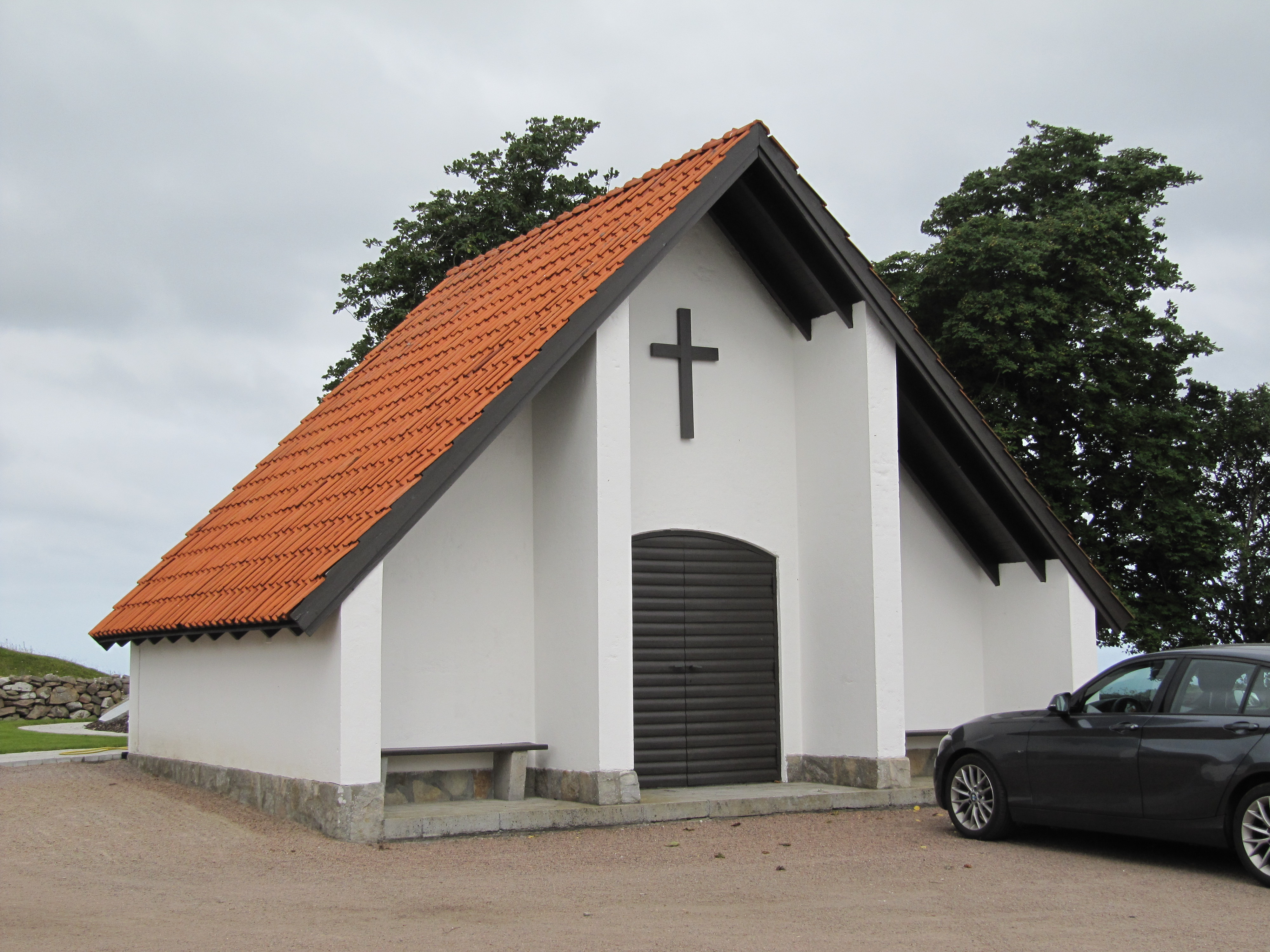
Kapell